# Kamal (navigation)
Pour les articles homonymes, voir Kamal.

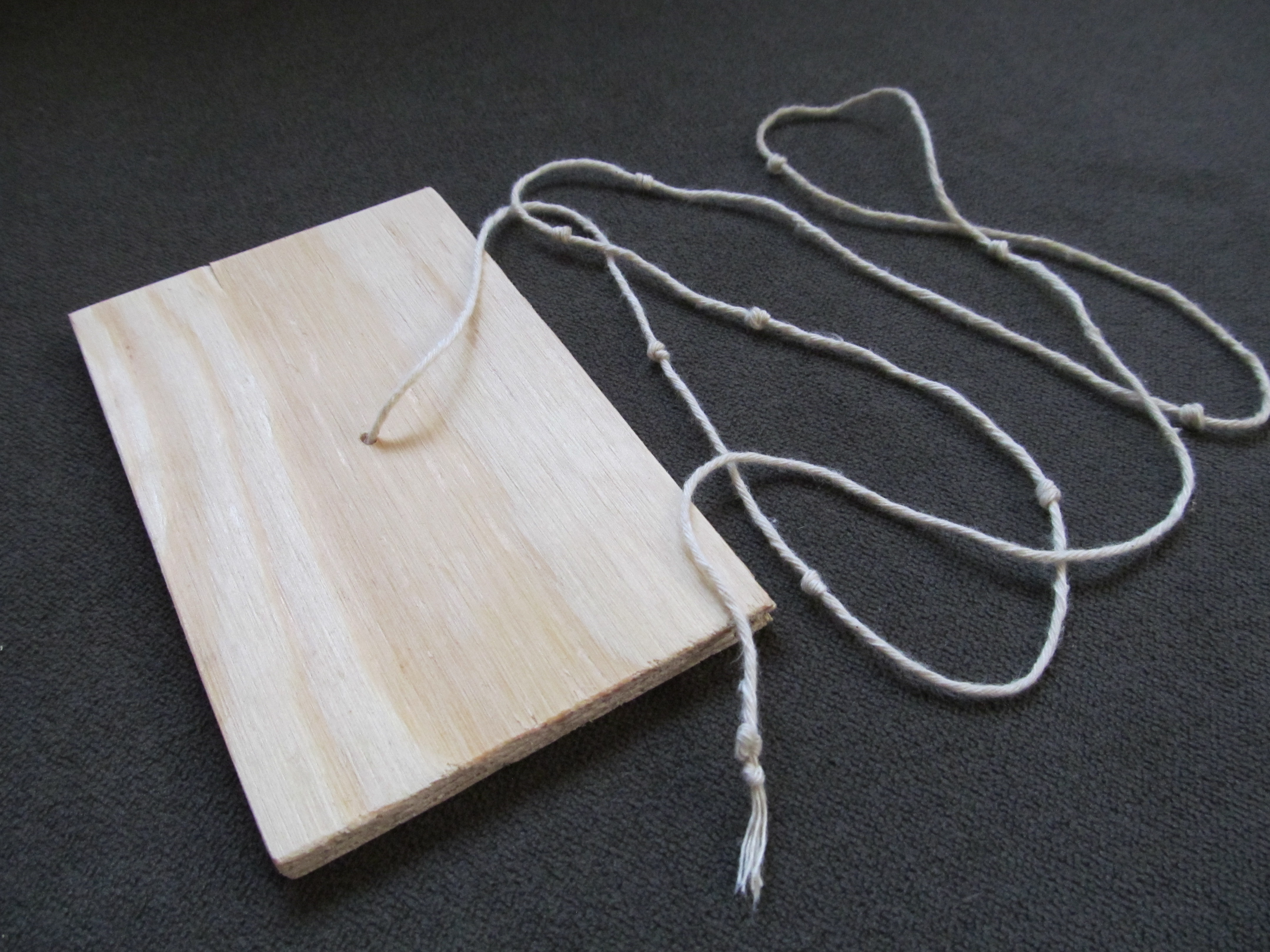
Un simple kamal en bois.

Un kamal est un appareil de navigation céleste qui sert a mesurer la hauteur des astres au-dessus de l'horizon afin de déterminer la latitude de l'observateur. L'invention du kamal a permis les premières navigation par latitude connue, et était donc le premier pas vers l'utilisation de méthodes quantitatives dans la navigation. Il est apparu avec les navigateurs arabes de la fin du IXe siècle, et a été employé dans l'océan Indien à partir du Xe siècle. Il a été adopté par les navigateurs indiens peu de temps après, puis par les navigateurs chinois peu de temps avant le XVIe siècle.

## Description

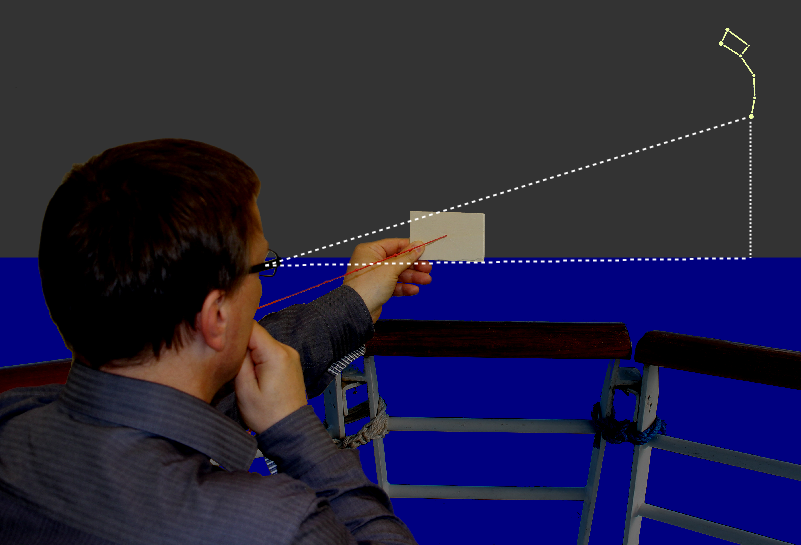
L'utilisation du kamal pour déterminer l'élévation de Polaris. L'étoile étant actuellement à proximité du pôle céleste, sa hauteur est égale à la latitude de l'observateur.

Le kamal est constitué d'une carte en bois rectangulaire d'environ 2 pouces par 1 pouce (5,1 par 2,5 cm), à laquelle une corde avec plusieurs nœuds équidistants est attachée à travers un trou au milieu de la carte. Le kamal est utilisé en plaçant une extrémité de la corde entre les dents tandis que l'autre extrémité est tenue à l'écart du corps à peu près parallèle au sol. La carte est ensuite déplacée le long de la ficelle, positionnée de sorte que le bord inférieur soit sur l'horizon, et que le bord supérieur occulte une étoile cible, typiquement Polaris, car son altitude ne change pas avec la longitude et le temps. L'angle peut alors être mesuré en comptant le nombre de nœuds entre les dents et la carte, ou un nœud particulier peut être attaché dans la corde si vous voyagez à une latitude connue.

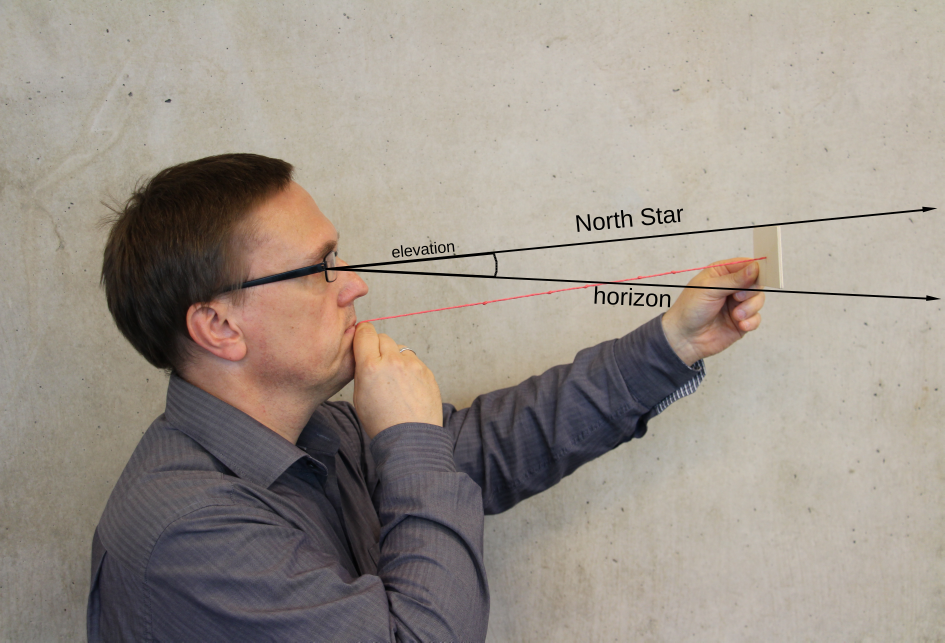
Vue de côté de la façon dont le kamal fut utilisé pour mesurer les altitudes des étoiles. Tandis que le bord inférieur s'aligne avec l'horizon, le bord supérieur indique l'élévation de l'étoile.

Les nœuds étaient typiquement attachés pour mesurer des angles d'une largeur de doigt. Lorsqu'elle est tenue à bout de bras, la largeur d'un doigt mesure un angle qui reste assez semblable d'une personne à l'autre. Cela a été largement utilisé (et est encore aujourd'hui) pour les mesures d'angle approximatif, un angle appelé issabah en arabe, ou un chih en Chinois.[réf. nécessaire] Par mesure moderne, c'est environ 1 degré, 36 minutes et 25 secondes, ou un peu plus de 1,5 degré. Il est égal à l'arcsinus du rapport de la largeur du doigt à la longueur du bras.
En raison de la largeur limitée de la carte, le kamal n'était vraiment utile que pour la mesure de Polaris dans les latitudes équatoriales, où Polaris reste proche de l'horizon. Ce fait peut expliquer pourquoi il n'était pas commun en Europe. Pour ces besoins de latitude plus élevée, des dispositifs un peu plus complexes reposant sur le même principe ont été utilisés, notamment le bâton de Jacob et le quartier de Davis.
Le kamal est toujours un outil recommandé pour une utilisation en kayak de mer. Dans une telle application, il peut être utilisé pour estimer la distance de la terre. La distance peut être calculée à partir de la formule
{\displaystyle D={\frac {Sd}{s}}}
où {\displaystyle D} est la distance de l'objet, {\displaystyle S} est la taille de l'objet observé, {\displaystyle d} est la distance entre le kamal et l’œil de l'observateur, et {\displaystyle s} est la taille apparente de l'objet observé.